# Lešení

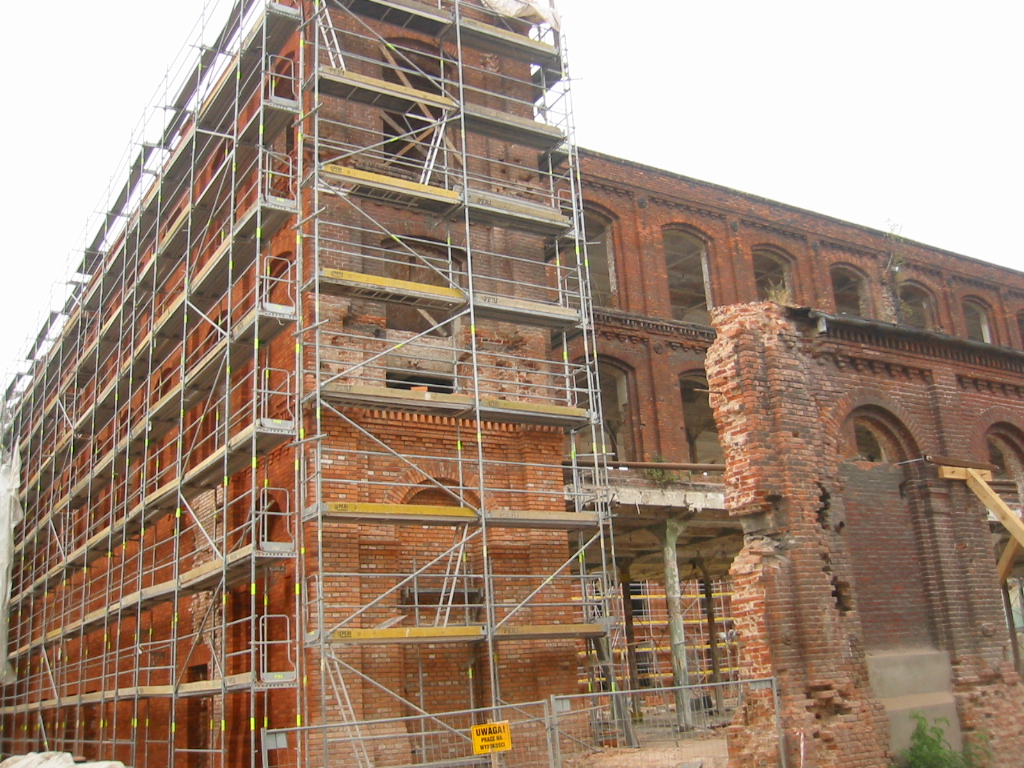
Fasádní lešení při rekonstrukci

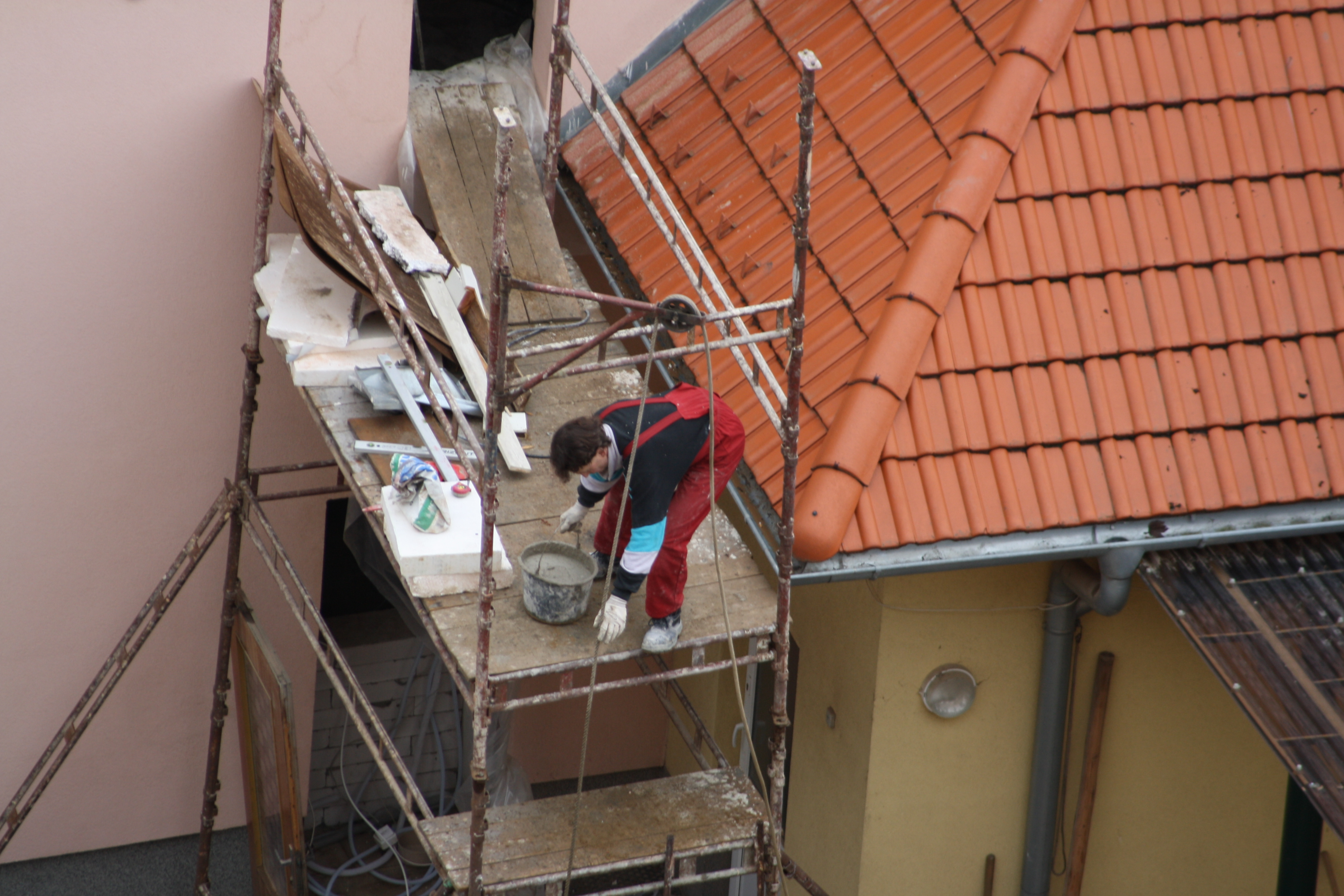
Dělník v Třebíči na lešení, které nevyhovuje bezpečnostním předpisům

Lešení je dočasná stavební konstrukce, která se zřizuje na staveništích pro pomoc při práci ve výškách vně i uvnitř budovy. Všeobecná pravidla určují, že lešení by mělo být co nejjednodušší, bezpečné a mělo by mít dostatečnou nosnost. Lešení se rozlišuje podle konstrukce a tvaru na systémová, trubková a pojízdná. Další rozlišení spočívá v materiálu, z něhož je lešení vyrobeno. Liší se především podle druhu využití.

## Rozdělení
- nepohyblivá lešení (kovová, dřevěná, bambusová)
- pojízdná lešení (kovová)
- rámová (fasádní) lešení
- trubková lešení

Mezi pomocné konstrukce řadíme rovněž pohyblivé pracovní plošiny a závěsné lávky.

## Materiál použitý na konstrukci
Nejpoužívanějším materiálem jsou v dnešní době ocel nebo hliníkové slitiny. Dále se používá dřevo. Bambusové tyče jsou běžným materiálem v dnešní době v Asii.

## Bezpečnostní prvky
Fasádní lešení musí být vybaveno dvoutyčovým zábradlím a při vnějším okraji podlahy zarážkou, která má zamezit pádu materiálu, jestliže jej pracovník upustí na podlahu...